# Lák

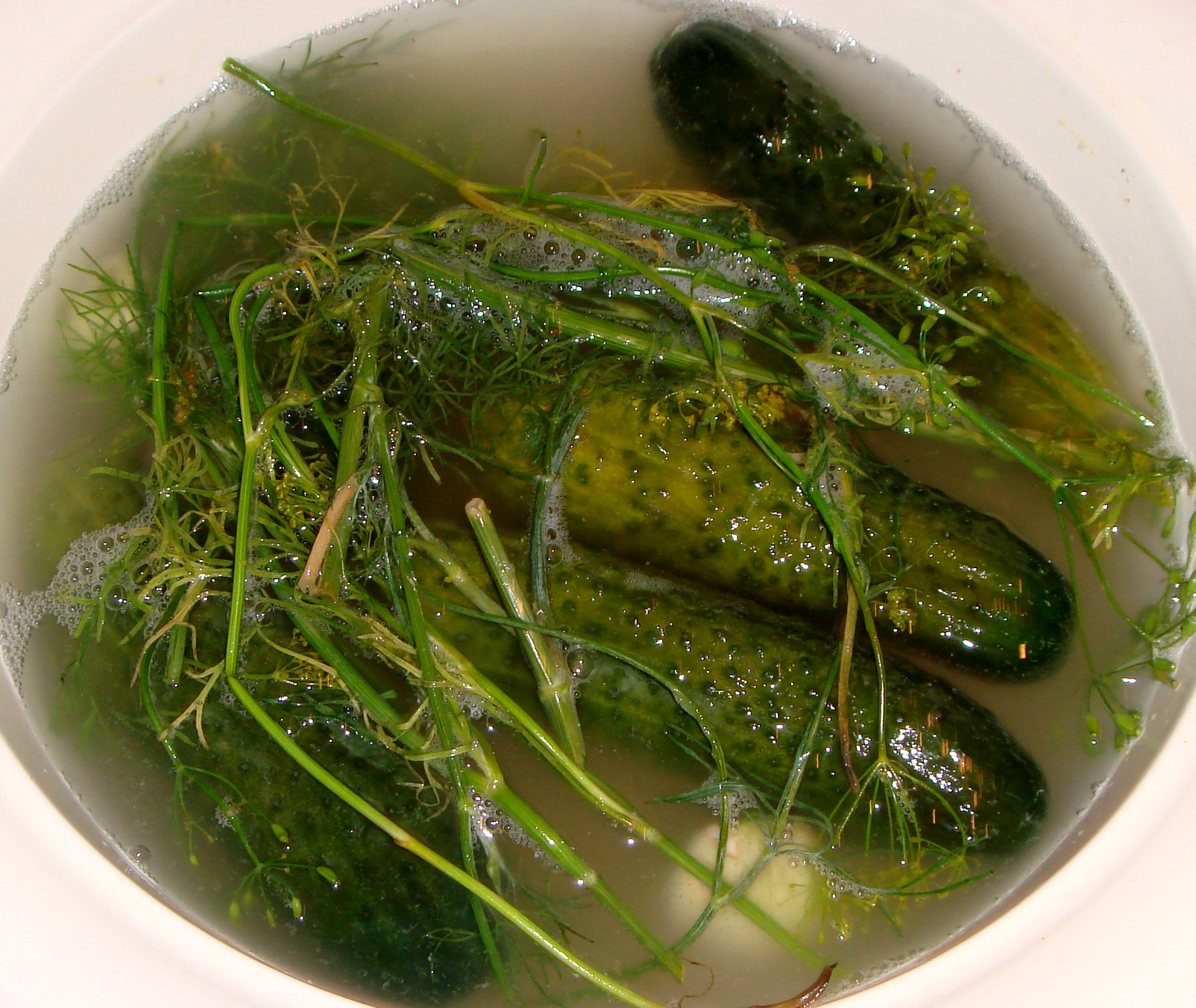
Okurky naložené v solném nálevu

Lák čili nálev je potravinářský a gastronomický vodný roztok, užívaný pro konzervaci potravin. Roztok upraví výslednou chuť potraviny a vytěsní vzduch. U zavařování zeleniny, hub a ovoce umožní dokonalé prohřátí potraviny během zavařování.

## Použití

### Zelenina a houby
Při nakládání (zavařování) zeleniny a hub je základem sladkokyselého láku voda, do které se přidává v určitém poměru celý pepř, nové koření, bobkový list, cukr, ocet a sůl, někdy například také sacharin nebo hřebíček. Vše je nutno svařit asi na 20 minut a pak lze horký nebo studený nálev použít pro zavařování. Chuť láku potom přímo ovlivňuje výslednou chuť nakládané zeleniny.
Pro nakládání okurek se užívá také asi čtyřprocentního solného nálevu s kořením. Tak vznikají rychlokvašky.

### Ovoce
Pro zavařování ovoce a výrobu kompotů se připravuje sladký nálev (u ovoce se užívá výraz lák zřídka). Základem je voda s cukrem v poměru asi 35 až 60 procent cukru, použít lze také koření k ochucení, například skořici, hřebíček apod. Nálev se svaří tak, že se vše nechá projít varem. Potom lze nálev použít pro zavařování ovoce, lépe ještě horký.

### Maso
Pro nakládání čerstvého masa nebo konzervování uzenin a tepelně upraveného masa se používá solný lák. Voda se vaří se solí v koncentraci 3 až 6 procent soli. Lák se zchladí na 4 až 6 °C a pak se jím zalije maso. Pro nakládání zvěřiny se užívá výraz moření a nálev, do kterého se nakládá, se nazývá mořidlo.

### Ryby
Jednou z možností, jak připravit různé drobné ryby, je na kyselý způsob např. s cibulí. Výsledný pokrm se jmenuje zavináče a obvykle se připravuje ze sleďů, ale použít lze i jiné drobné ryby včetně sladkovodních. Kyselé ryby se také používají do rybích majonézových salátů a nebo k přípravě pepřenek. Kyselost ryb přitom způsobí naložení do silného octového láku v různých fázích konkrétního receptu. Ten rybu zakonzervuje, zkřehčí a rozloží tvrdé kosti.

## Marinování
Někdy se jako lák označuje také marináda pro nakládání masa, ryb nebo i zeleniny, která je hustou směsí různých koření, drobného množství vody, oleje, majonézy nebo jiné tekutiny a dalších přísad. Jejím smyslem není konzervace, ale pouze ochucení a zkřehčení masa a zeleniny před vlastní tepelnou úpravou.